# مجمع كوشك
مجمع كوشك (بالفارسية: مجموعه تاریخی کوشک) هو مسجد وحمام تاريخي يعود إلى عصر الدولة الصفوية، ويقع في فردوس.